# ويليام كوتريل
ويليام كوتريل (بالإنجليزية: William Cottrell)‏ هو كاتب سيناريو أمريكي، ولد في 1980 في كونكورد في الولايات المتحدة.

## روابط خارجية
- ويليام كوتريل على موقع IMDb (الإنجليزية)